# Stop Breaking Down
Singles de Robert Johnson
I'm a Steady Rollin' Man
Stones in My Passway
(1937) Me and the Devil Blues
Little Queen of Spades
(1938)
Stop Breaking Down ou Stop Breakin' Down Blues est une chanson de blues traditionnel enregistrée par Robert Johnson en 1937. Décrite comme un « boogie rapide avec une mélodie forte », la chanson a connu le succès avec de nombreuses reprises.

## Chanson d'origine
Robert Johnson a enregistré Stop Breakin' Down Blues pendant sa dernière session de 1937 à Dallas, en solo, s'accompagnant à la guitare. Plusieurs chansons ont été identifiées comme « précédent mélodique » : Caught Me Wrong Again (Memphis Minnie, 1936), Stop Hanging Around (Buddy Moss (en), 1935), et You Got to Move (Memphis Minnie et Joe McCoy, 1934).
Il s'agit de la chanson la plus rapide de cette session d'enregistrement, avec « son exubérance vocale qui conduit l'histoire ». Deux prises ont été enregistrées, assez similaires, bien que Johnson ait mangé le premier vers à la deuxième prise. La compagnie de disques pressa les deux versions, et les publia indifféremment : certains disques comportent la première version, d'autres la seconde. Bien que l'accompagnement soit à la guitare frettée, Johnson ajouta une courte coda de guitare slide qui vient comme un clin d'œil.
En 1970, la première prise de la chanson fut incluse dans la compilation de Johnson King of the Delta Blues Singers, Vol. II, c'est la première ré-édition de cet enregistrement. Les deux prises figurent dans le coffret The Complete Recordings (en) sorti en 1990.

## Versions blues
Comme la plupart des chansons de Johnson, Stop Breakin' Down Blues fut un échec commercial à sa sortie. Cependant son travail survécut au sein d'un « petit cercle de pairs au Mississippi », avec des interprétations par d'autres artistes. En 1945, Sonny Boy Williamson I enregistra sa version en Chicago blues avec Big Maceo (piano), Tampa Red (guitare), et Charles Sanders (batterie) sous le titre Stop Breaking Down (RCA Victor 20-3047), avec des paroles un peu différentes.
En 1954, Baby Boy Warren (en) l'enregistra en Chicago blues shuffle, avec les paroles de Johnson (Drummond 3003). Forest City Joe l'enregistra en 1959 pour la compilation The Blues Roll On (Atlantic SD 1352). À la fin des années 1960, Junior Wells enregistra Stop Breakin' Down Blues avec Buddy Guy pour les albums the Coming at You Baby (1968) et Southside Blues Jam (1969) ; ces interprétations sont des pots pourris qui comportent des paroles de Five Long Years (en) et de la version de Sonny Boy Williamson I de Stop Breaking Down.
En 1967, Junior Wells et Buddy Guy enregistrent la chanson pour l'album Coming at You (1968).

## Reprise des Rolling Stones
Pistes de Exile on Main St.
All Down the Line
(15) Shine a Light
(17)
Les Rolling Stones reprennent Stop Breaking Down pour l'album Exile on Main St.. Ils ont interprété la chanson quelque peu différemment des versions précédentes, avec un travail de guitare slide de premier plan de Mick Taylor et Mick Jagger fournissant l'harmonica et la guitare. C'était l'une des trois chansons d'Exile on Main St. où Ian Stewart joue du piano, habituellement joué par Nicky Hopkins sur le reste de l'album.
La seule interprétation en concert de la chanson par le groupe (avec Robert Cray à la guitare slide et au chant principal) est incluse sur leur DVD de concert The Rolling Stones: Voodoo Lounge Live.
Après la sortie de l'album, l'ancien manager du groupe Allen Klein a poursuivi les Stones pour rupture d'accord parce que Jagger et Richards avaient créé leur version de Stop Breaking Down et composé quatre autres chansons sous contrat avec sa société, ABKCO Records. ABKCO a acquis les droits d'édition des chansons, prenant une partie des redevances d'Exile on Main St., et a pu publier une nouvelle compilation du groupe la même année, More Hot Rocks (Big Hits and Fazed Cookies), avec des chansons du groupe qu'il possède.

### Personnel
Crédités:
- Mick Jagger: chant, harmonica, guitare électrique.
- Charlie Watts: batterie
- Bill Wyman: basse
- Mick Taylor: guitare slide
- Ian Stewart: piano

## Versions postérieures
The Rolling Stones ont enregistré Stop Breaking Down sur leur album de 1972 Exile on Main St. Leur interprétation diffère des précédentes, par la quantité de guitare slide de Mick Taylor et l'harmonica de Mick Jagger. Leur unique interprétation en public de la chanson (avec Robert Cray à la guitare slide et au chant) est incluse sur le DVD The Rolling Stones: Voodoo Lounge Live (en).
Stop Breaking Down fut également enregistré par Lucinda Williams en 1979 pour son premier disque professionnel, Ramblin' (en), un disque de reprises de blues ; sur cet album figurent deux autres chansons de Robert Johnson : Ramblin' on My Mind et Malted Milk Blues. Jeff Healey l'a également reprise en 1995 sur l'album Cover to Cover (en). ZZ Top l'ont incluse dans les bonus du CD Rhythmeen en 1996. The White Stripes ont donné leur version de Stop Breaking Down sur leur premier album The White Stripes en 1999 ; une version plus développée, enregistrée en public par la BBC, figure sur leur single Dead Leaves and the Dirty Ground (en) de 2002. UFO l'a intégrée sur son album The Visitor (en) en 2009. Le groupe Hot Tuna l'a interprété en concert, cette version figure sur l'album live 1995-05-19 Aladdin Theater, Las Vegas, Nevada paru en 2012. Peter Green l'a reprise sur l'album The Robert Johnson Songbook (en) en 1998, Eric Clapton sur l'album Sessions for Robert J en 2004, et Todd Rundgren sur son album Todd Rundgren's Johnson en 2011.

## Procès
Stop Breaking Down (avec Love in Vain) a fait l'objet d'un procès au sujet du copyright. En 2000, la cour d'appel des États-Unis pour le neuvième circuit décida que les chansons n'étaient pas dans le domaine public et qu'elles appartenaient légalement à Robert Johnson et ses ayants droit.